# Moshe Levi
Moshe Levi (in ebraico: משה לוי; Tel Aviv, 18 aprile 1936 – Afula, 8 gennaio 2008) è stato un generale israeliano.

## Biografia
È stato, dal 19 aprile 1983 al 19 aprile 1987, ramatkal delle forze di difesa israeliane.